# Si vive una volta sola
Pour plus de détails, voir Fiche technique et Distribution.
Si vive una volta sola est une comédie dramatique italienne réalisée par Carlo Verdone et sortie en 2021.

## Fiche technique
Sauf indication contraire, les informations mentionnées dans cette section peuvent être confirmées par la base de données cinématographiques IMDb,  présente dans la section « Liens externes ».
- Titre original italien : Si vive una volta sola[1] (litt. « On ne vit qu'une fois »)
- Réalisateur : Carlo Verdone
- Scénario : Giovanni Veronesi, Pasquale Plastino (it), Carlo Verdone
- Photographie : Giovanni Canevari
- Montage : Pietro Morana
- Décors : Giuliano Pannuti (it)
- Costumes : Tatiana Romanoff
- Musique : Michele Braga (it), Tommy Caputo
- Producteurs : Aurelio De Laurentiis, Luigi De Laurentiis (1979) (it), Maurizio Amati (it)
- Sociétés de production : Filmauro (it)
- Pays de production :  Italie
- Langue de tournage : italien
- Format : Couleurs - 2,39:1
- Durée : 105 minutes (1h45)[1]
- Genre : Comédie dramatique
- Dates de sortie :
  - Italie : 28 avril 2021

## Distribution
- Carlo Verdone : Umberto Gastaldi
- Rocco Papaleo : Amedeo Lasalandra
- Anna Foglietta : Lucia Santilli
- Max Tortora : Corrado Pezzella
- Mariana Falace : Tina Gastaldi
- Sergio Múñiz : Xabier
- Pier Maria Cecchini (it) : Le député Rodolfo Montesanti
- Alessandro Cremona : Fausto Romagnoli
- Elisabetta Cavallotti : Clara Lenzi
- Livia Luppattelli : Elena Pezzella
- Emanuele Luperto : Paolo Pezzella
- Luca Scapparone : Gianluca Riccardi
- Azzurra Martino : Vera Spampinato
- Grazia Daddario : Maria Lasalandra
- Corinne Jiga : Miriam
- Gianni Franco : L'architecte Lenzi
- Valentina Pierini : Vanessa
- Paola Sambo : Le directrice sanitaire
- Eva Moore : La pianiste
- Giuseppe Nardone : Le bagagiste